# 朝野洋
朝野 洋（あさの ひろし、1927年5月5日 - 2019年12月31日）は日本の救世軍士官。救世軍静岡小隊に1950年に入隊し、救世軍人となった。
最終階級は中将で、第21代日本軍国司令官を務めた（在任期間1986-1992年）。山室軍平記念救世軍資料館館長と、日本聖書協会副理事長を務めていた。
2019年12月31日、救世軍ブース記念病院（杉並区和田）で召天。